# Swahili Blonde

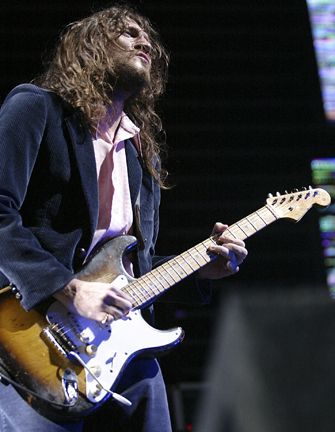
John Frusciante met de Red Hot Chili Peppers

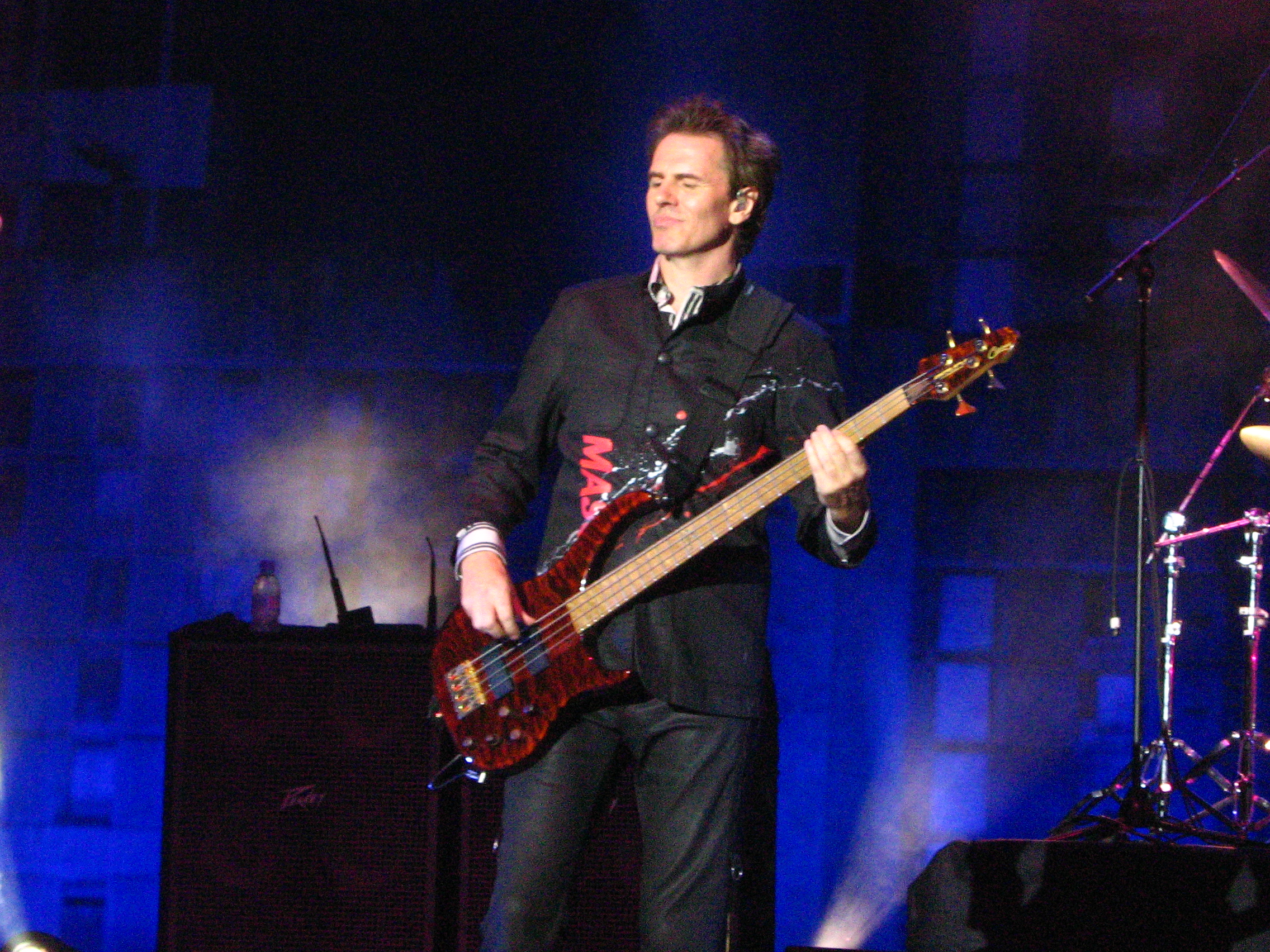
John Taylor met Duran Duran

Swahili Blonde is een experimenteel muzikaal project opgericht in Los Angeles, Californië in 2009. De oprichtster van de band is de voormalige 'WEAVE!'-drummer en zangeres Nicole Turley, samen met violist en bassist Laena Myers-Ionita, Duran Duran-bassist John Taylor en multi-instrumentalisten Stella Mozgawa en Michael Quinn. Swahili Blonde werkt ook samen met Red Hot Chili Peppers-gitarist John Frusciante.
Swahili Blonde zit momenteel bij Manimal Vinyl. Ze hebben hun livedebuut gehad in de 'The Echo Club' in Los Angeles op 10 juli 2010. De band maakt gebruik van desoriënterende akkoordenschema's en obscure ritmes.

## Discografie

### Studioalbums
- Man Meat (2010)
- Psycho Tropical Ballet Pink (2011)

### Singles
- "Elixor Fixor" (December 2009)
- "Dr. Teeth" (Maart 2010)